# Ново-Село (Великотирновська область)
Но́во-Се́ло (болг. Ново село) — село у Великотирновській області Болгарії. Входить до складу общини Велико-Тирново.

## Населення
За даними перепису населення 2011 року у селі проживали 620 осіб.
Національний склад населення села:
| Національність   | Кількість осіб | Відсоток |
| ---------------- | -------------- | -------- |
| болгари          | 311            | 67,8%    |
| турки            | 136            | 29,6%    |
| цигани           | 7              | 1,5%     |
| інша             | 0              | 0%       |
| не визначились   | 5              | 1,1%     |
| Всього відповіли | 459            |          |

Розподіл населення за віком у 2011 році:
Динаміка населення: